# Edmond Roche, 1.º Barão Fermoy
Edmond Burke Roche, 1.º Barão Fermoy (agosto de 1815 — 17 de setembro de 1874) foi um membro do parlamento irlandês.
Fermoy era filho de Edward Roche e de sua esposa, Margaret Honoria Curtain. Em 1837, foi eleito à Câmara dos Comuns por County Cork, um cargo que ele deteve até 1855. Entre 1859 e 1865, representou Marylebone. Em 1855, recebeu o título de Barão Fermoy. De 1857 até 1874, serviu também como lorde-tenente de County Cork.
Em 1848, Edmund Burke-Roche casou-se com Elizabeth Caroline Boothby, filha de James Brownell Boothby e de Charlotte Cunningham, cujo pai, Alexander Cunningham, tinha sido comissionário chefe do Rio de Janeiro. Eles tiveram dois filhos:
- Edward FitzEdmund Burke-Roche
- James Boothby Burke-Roche

Edmond Burke Roche faleceu em Trabolgan, aos cinqüenta e nove anos. Seu título foi herdado por seu filho mais velho, Edward.